# Crystal Research and Technology
Crystal Research and Technology (Cryst. Res. Technol.) est une revue scientifique à comité de lecture. La revue, avec périodicité mensuelle, a été fondée par Will Kleber et Hermann Neels en 1966 avec l'objectif de produire, pour la première fois, une revue de cristallographie qui publie des articles de cristallographie à la fois fondamentale et appliquée, aussi bien que leurs applications industrielles. Aujourd'hui, elle  publie des articles de recherches originales dans le domaine de la cristallographie, de la croissance cristalline, des cristaux liquides et de leurs applications industrielles. Le titre anglais a été adopté en 1981. Depuis 2012 la revue est publiée exclusivement sous forme numérique.
D'après le Journal Citation Reports, le facteur d'impact de ce journal était de 1,090 en 2018. La direction éditoriale est assurée par un panel d'experts.